# Élixir du Suédois
 (janvier 2016).
Élixir du Suédois ou Liqueur du Suédois, appelé aussi Élixir de Paracelse, est un breuvage pharmaceutique fait à base de liqueur de plantes médicinales et de racines macérées dans de l'alcool, inventé par Maria Treben.

## Histoire
À la fin du XIXe siècle, le médecin suédois Klaus Samst soignait avec des remèdes traditionnels : il composa une formule en réutilisant un ancien médicament principalement composé d’herbes, la thériaque vénitienne, à laquelle il ajouta dix autres herbes médicinales. Cette formule prit le nom populaire d’élixir du Suédois. Comme la thériaque vénitienne, c’est une panacée : il sert à soulager de nombreux maux. Il s’utilise aussi bien en application externe que par ingestion.
Maria Treben l’a de nouveau rendu populaire à l’époque moderne.

## Fabrication
Comme l’indiquait Maria Treben dans son livre la Santé à la pharmacie du Bon Dieu, il faut faire une macération alcoolique d’un mélange de 19 plantes avec du camphre naturel de Chine : aloès, racine de rhubarbe, racine d‘angélique, séné, racine de zédoaire, manne en larmes, myrrhe en larmes, racine de carline, racine d‘acore, cannelle, racine de réglisse, racine de gentiane, fenouil, racine de valériane, anis vert, gingembre, citron, quinquina et safran.
Le taux alcoolique est primordial pour une macération optimale : 40°.
En fin de macération, la solution sera filtrée et prête à être utilisée.

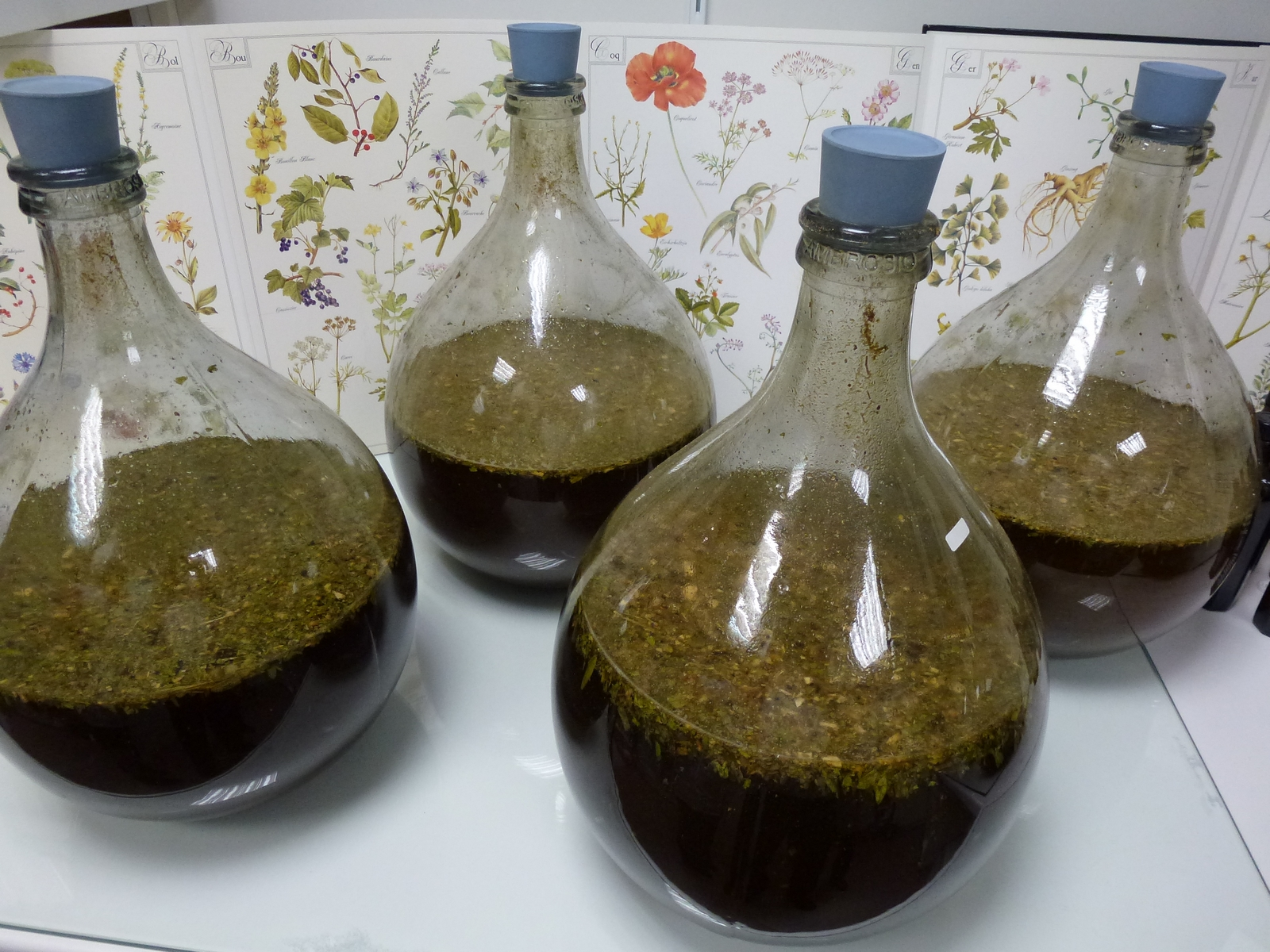
La macération de l'Elixir du Suédois

## Longue macération
Maria Treben disait : "plus la liqueur est vieille, plus elle est efficace". L’extraction des principes actifs des plantes et donc la qualité de l’élixir dépend de plusieurs facteurs :
- la température
- l’agitation du liquide
- le temps de contact.

Actuellement, il y a encore un pharmacien[Lequel ?] qui procède de manière artisanale à de très longues macérations en bonbonnes de verre.

## Utilisation
Cet élixir peut être utilisé par voie interne ou externe.
Guide de préparation pour l’élixir du suédois. 